# Ferdynand Piwowar
Ferdynand Stanisław Piwowar (ur. 3 maja 1905 w Męcinie, zm. wiosną 1940 w Charkowie) – polski nauczyciel, podporucznik rezerwy piechoty Wojska Polskiego, ofiara zbrodni katyńskiej.

## Życiorys

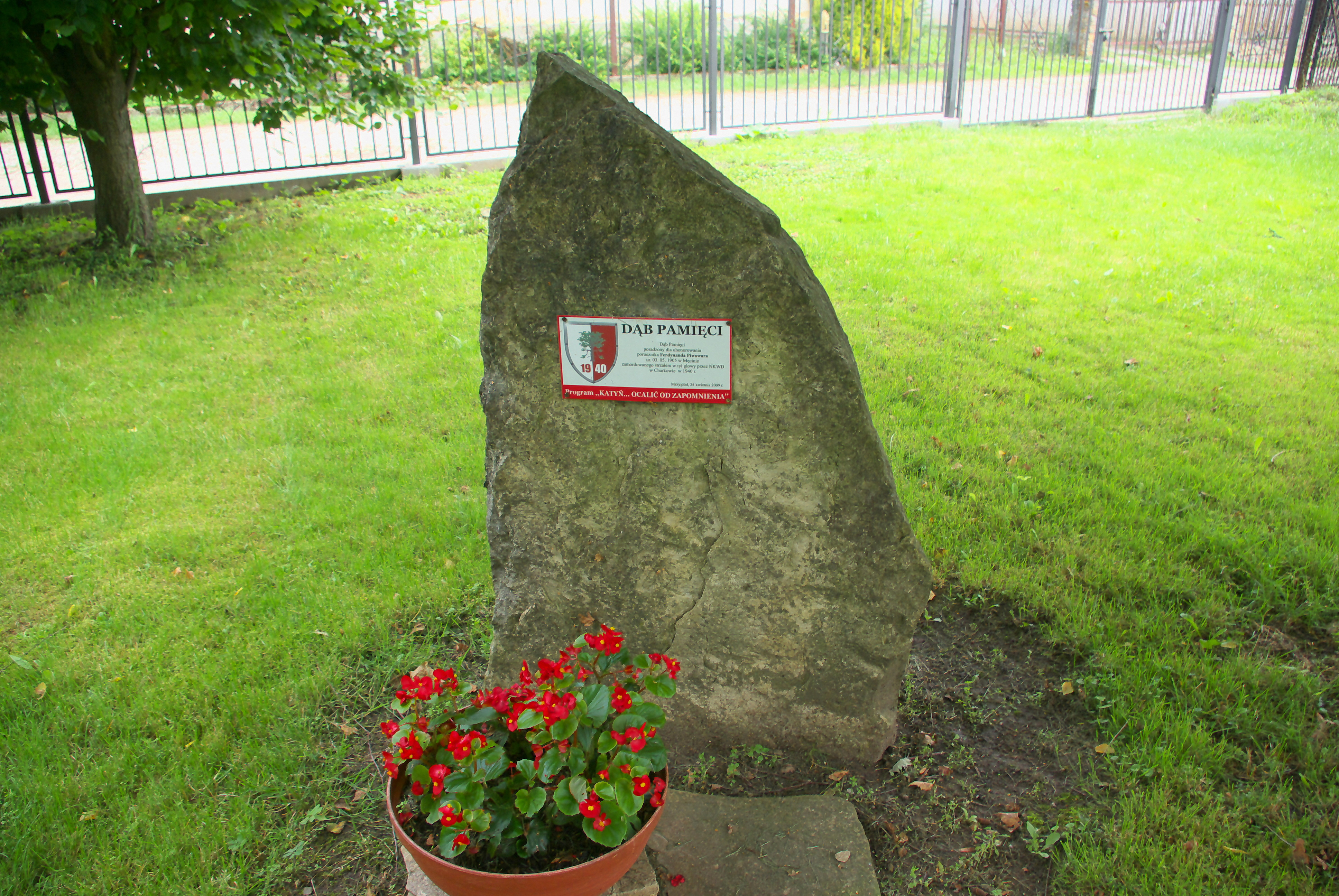
Kamień przy Dębie Pamięci honorującym Ferdynanda Piwowara w Mrzygłodzie

Urodził się jako syn Józefa i Marianny, z domu Wójtowicz. W 1925 ukończył Państwowe Seminarium Nauczycielskie w Starym Sączu. Trzy lata później w 1928 został absolwentem Batalionu Podchorążych Rezerwy Piechoty Nr 4. Został mianowany na stopień podporucznika ze starszeństwem z dniem 1 stycznia 1931. Był przydzielony do 73 pułku piechoty, później do 1 pułku Strzelców Podhalańskich, w którym odbywał następnie ćwiczenia wojskowe na stanowisku dowódcy plutonu ckm.
Zawodowo w latach 1934–1939 pracował jako nauczyciel i kierownik Szkoły Powszechnej w Mrzygłodzie. Był członkiem Związku Strzeleckiego (w 1936 w stopniu kompanijnego rezerwy).

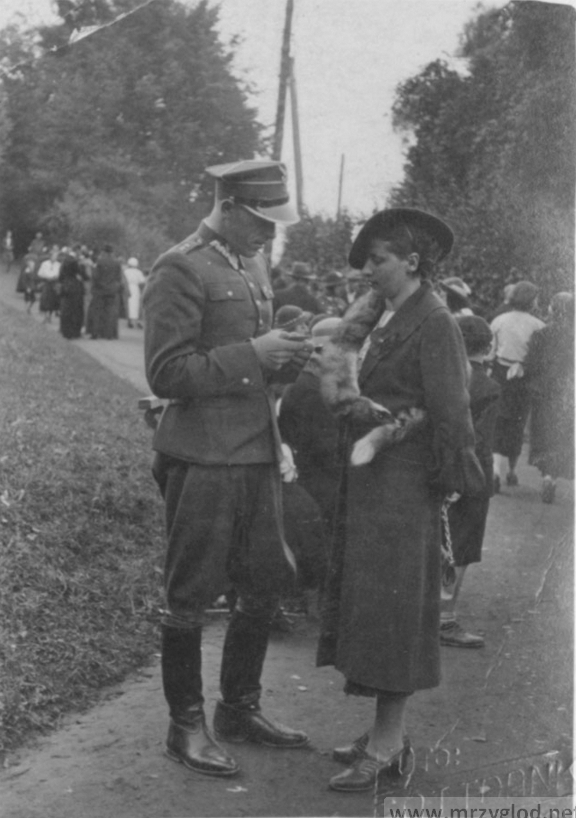
Ferdynand Piwowar w mundurze z żoną Stanisławą

W sierpniu 1939, wobec zagrożenia konfliktem zbrojnym, został zmobilizowany do 2 pułku Strzelców Podhalańskich w Sanoku, a po wybuchu II wojny światowej we wrześniu 1939 w jego szeregach udał się na szlak wojenny. Podczas kampanii wrześniowej uczestniczył w walkach pod Mękarzowicami nad rzeką Nidę 7 września, później Koniecmostami, Skrobaczowem, Rytwianami, aż do kapitulacji pułku pod Tomaszowem Lubelskim. Został wzięty przez Niemców do niewoli, z której zbiegł, a następnie, po agresji ZSRR na Polskę w dniu 17 września 1939 został aresztowany przez Sowietów pod Tarnopolem. Był przetrzymywany w obozie starobielskim. Stamtąd nadesłał do bliskich dwie kartki pocztowe i telegram. Wiosną 1940 wraz z jeńcami osadzonymi w Starobielsku został przewieziony do Charkowa, gdzie rozstrzelali go funkcjonariusze Obwodowego Zarządu NKWD w Charkowie oraz pracownicy NKWD przybyli z Moskwy na mocy decyzji Biura Politycznego KC WKP(b) z 5 marca 1940, a następnie pogrzebano go w bezimiennej, zbiorowej mogile w Piatichatkach. 17 czerwca 2000 został w tym miejscu oficjalnie otwarty Cmentarz Ofiar Totalitaryzmu w Charkowie. Figuruje na Liście Starobielskiej NKWD, pod poz. 2744.

Jego żoną była Stanisława, z domu Steinmetz, z którą miał dwóch synów: Wiesława i Bogusława.

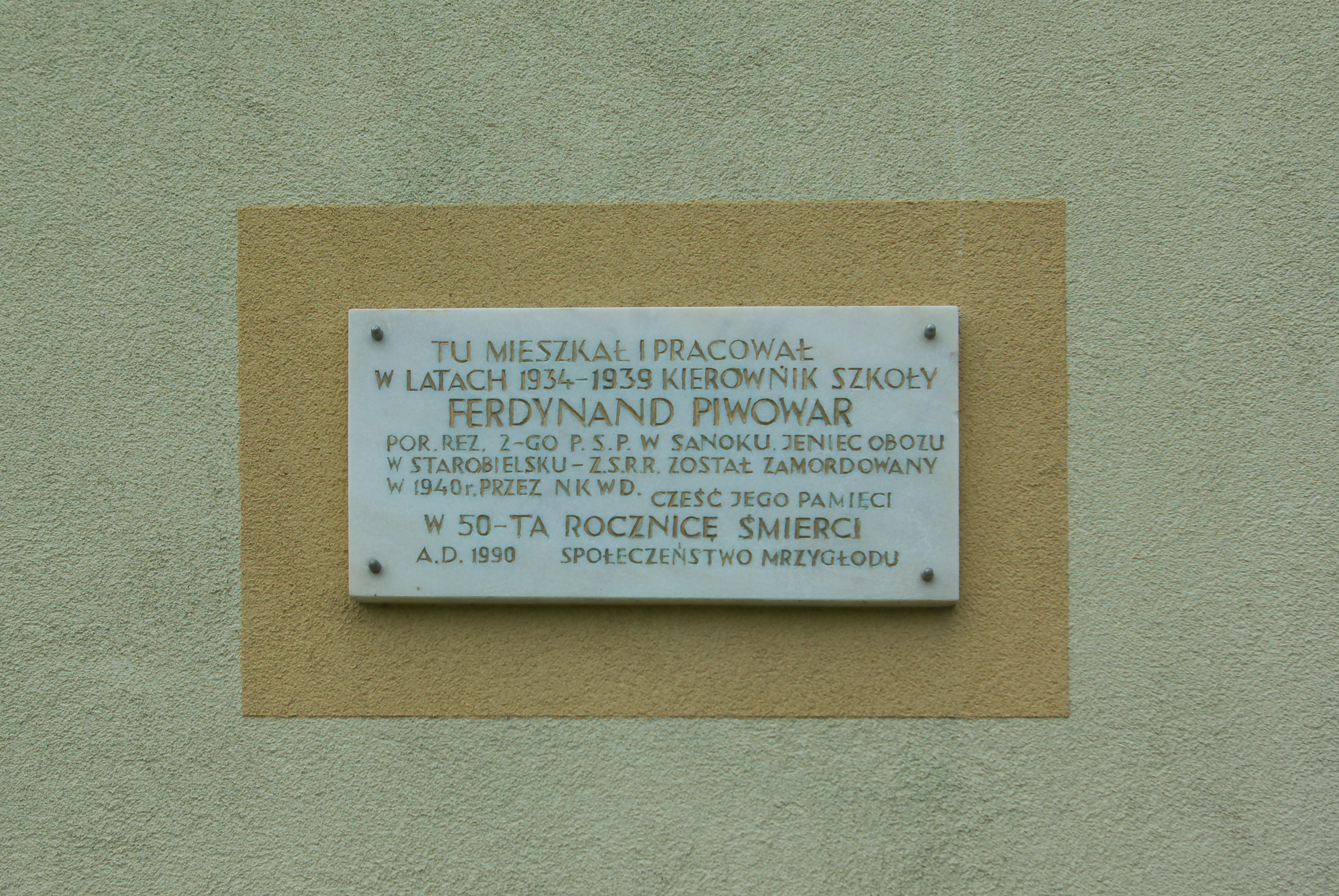
Tablica upamiętniająca Ferdynanda Piwowara w Mrzygłodzie

## Upamiętnienie
W rodzinnej Męcinie na cmentarzu istnieje symboliczny grób Ferdynanda Piwowara, zaś przy kościele św. Kazimierza w Nowym Sączu jego nazwisko zostało umieszczone na tablicy pamiątkowej z 1992 (tak samo został upamiętniony inny zamordowany w ramach zbrodni katyńskiej pochodzący z Męciny, Władysław Pociecha).
W 50. rocznicę śmierci Ferdynanda Piwowara w 1990 na ścianie budynku Szkoły Podstawowej im. Króla Władysława Jagiełły w Mrzygłodzie umieszczono tablicę upamiętniającą jego osobę.
5 października 2007 minister obrony narodowej Aleksander Szczygło – decyzją nr 439/MON – mianował go pośmiertnie na stopień porucznika. Awans został ogłoszony 10 listopada 2007 w Warszawie, w trakcie uroczystości „Katyń Pamiętamy – Uczcijmy Pamięć Bohaterów”.
24 kwietnia 2009, w ramach akcji „Katyń... pamiętamy” / „Katyń... Ocalić od zapomnienia”, w ogrodzie przy tejże szkole został poświęcony Dąb Pamięci wraz z kamieniem honorujące Ferdynanda Piwowara (zasadzenia dokonali jego syn Wiesław, synowa, wnuk oraz byli uczniowie z Mrzygłodu).